# Leopoldo, Príncipe de Hohenzollern
Leopoldo de Hohenzollern-Sigmaringen (Krauchenwies, 22 de setembro de 1835 – Berlim, 8 de junho de 1905), foi o Príncipe de Hohenzollern-Sigmaringen de 1885 até sua morte. Filho mais velho de Carlos Antônio, Príncipe de Hohenzollern e de sua esposa, a princesa Josefina de Baden, Leopoldo desempenhou um importante papel na política europeia.

## Família
Leopoldo era o filho mais velho da princesa Josefina de Baden e do príncipe Carlos Antônio, era neto de Carlos II, Grão-Duque de Baden e descendente de soberanos da casa de Hohenzollern. Entre seus irmãos, estiveram o rei Carlos I da Romênia, a rainha consorte D. Estefânia de Portugal e a condessa Maria Luísa de Flandres (mãe de Alberto I da Bélgica). O segundo filho de Leopoldo foi o futuro Fernando I da Romênia.

## Política
Depois da Revolução Gloriosa de 1868, que depôs a rainha Isabel II da Espanha, foi oferecida a Leopoldo a coroa espanhola. Tal oferta foi apoiada pelo então primeiro-ministro da Prússia, Otto von Bismarck, mas rejeitada pelo imperador francês, Napoleão III. Leopoldo foi forçado a rejeitar a oferta, mas as demandas extras feitas pelo governo francês e o envio do despacho de Ems resultaram na Guerra Franco-Prussiana de 1870, que acarretou a queda de Napoleão III, o início da Terceira República Francesa e a Unificação da Alemanha, formando o Império Alemão.

## Casamento
Em 1861, Leopoldo desposou a infanta Antónia de Portugal, filha da rainha Maria II de Portugal e do rei consorte Fernando II.
Tiveram os seguintes filhos:
- Guilherme (1864–1927), que o sucedeu como príncipe de Hohenzollern-Sigmaringen.
- Fernando (1865–1927), depois rei da Romênia.
- Carlos Antônio (1868–1919), casou-se com a sua prima, a princesa Josefina Carolina Maria Albertina da Bélgica, filha do príncipe Filipe, Conde de Flandres.